# Classe Hatsuyuki
La classe Hatsuyuki è una serie di cacciatorpediniere multiruolo costruiti tra il 1979 e il 1987 per la Kaijō Jieitai, l'attuale marina militare giapponese. Configurati per la lotta antisommergibile e il contrasto a minacce in superficie, hanno rappresentato la prima generazione di cacciatorpediniere multiruolo giapponesi.
Sono state completate in tutto 12 unità all'inizio del 1987, con una longevità significativa, essendo rimaste in servizio per un periodo di tempo piuttosto lungo, e arrivando alla completa radiazione soltanto nel 2021.

## Progetto e sviluppo
Il programma 52DD, che portò alla realizzazione degli Hatsuyuki, fu approvato nel 1977 e prevedeva un salto di qualità nelle caratteristiche dei cacciatorpediniere giapponesi. Infatti gli Hatsuyuki facevano parte della prima generazione di una nuova tipologia di unità, indicata con la sigla DD e definita come cacciatorpediniere multiruolo (general-purpose destroyer), in giapponese hanyō goeikan, e   dotata di elevate capacità antisom, antiaeree e antinave, e in grado di trasportare anche un elicottero.

## Caratteristiche
I cacciatorpediniere Hatsuyuki hanno un design tradizionale, ma mantengono un baricentro più basso con la parte posteriore dello scafo notevolmente abbassata. Inoltre è stato adottato un tipo di castello lungo, e di conseguenza il ponte posteriore ha una struttura a tre livelli, con una linea piuttosto insolita.

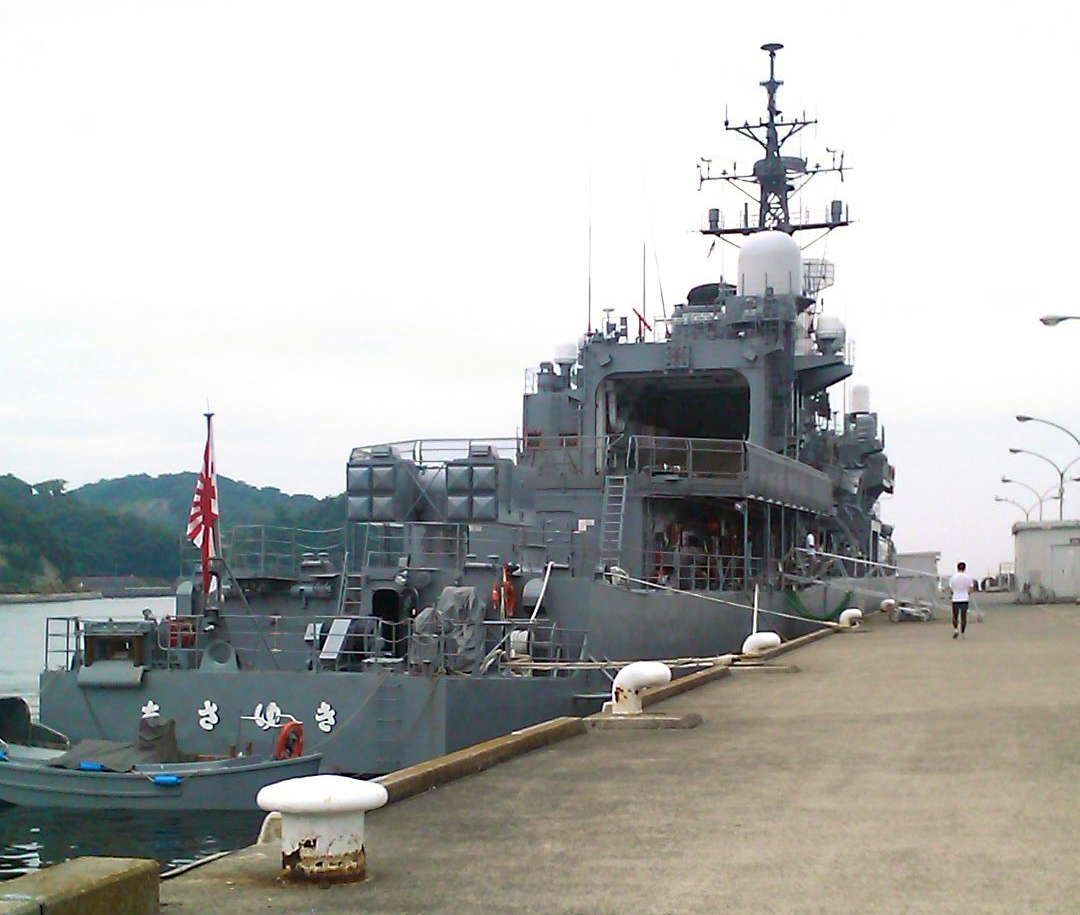
Il ponte a tre livelli è ben visibile in questa inquadratura posteriore del cacciatorpediniere Asayuki (DD-132).

L'apparato motore è costituito da un sistema COGOG (COmbined Gas turbine Or Gas turbine) composto da 2 turbine a gas Rolls-Royce RM1C da 4.620 hp ciascuna, e in alternativa altre 2 turbine a gas Rolls-Royce Olympus TM3B da 22.500 hp ciascuna. La massima potenza disponibile è quindi di 45.000 hp, utilizzando le turbine con la maggiore erogazione.

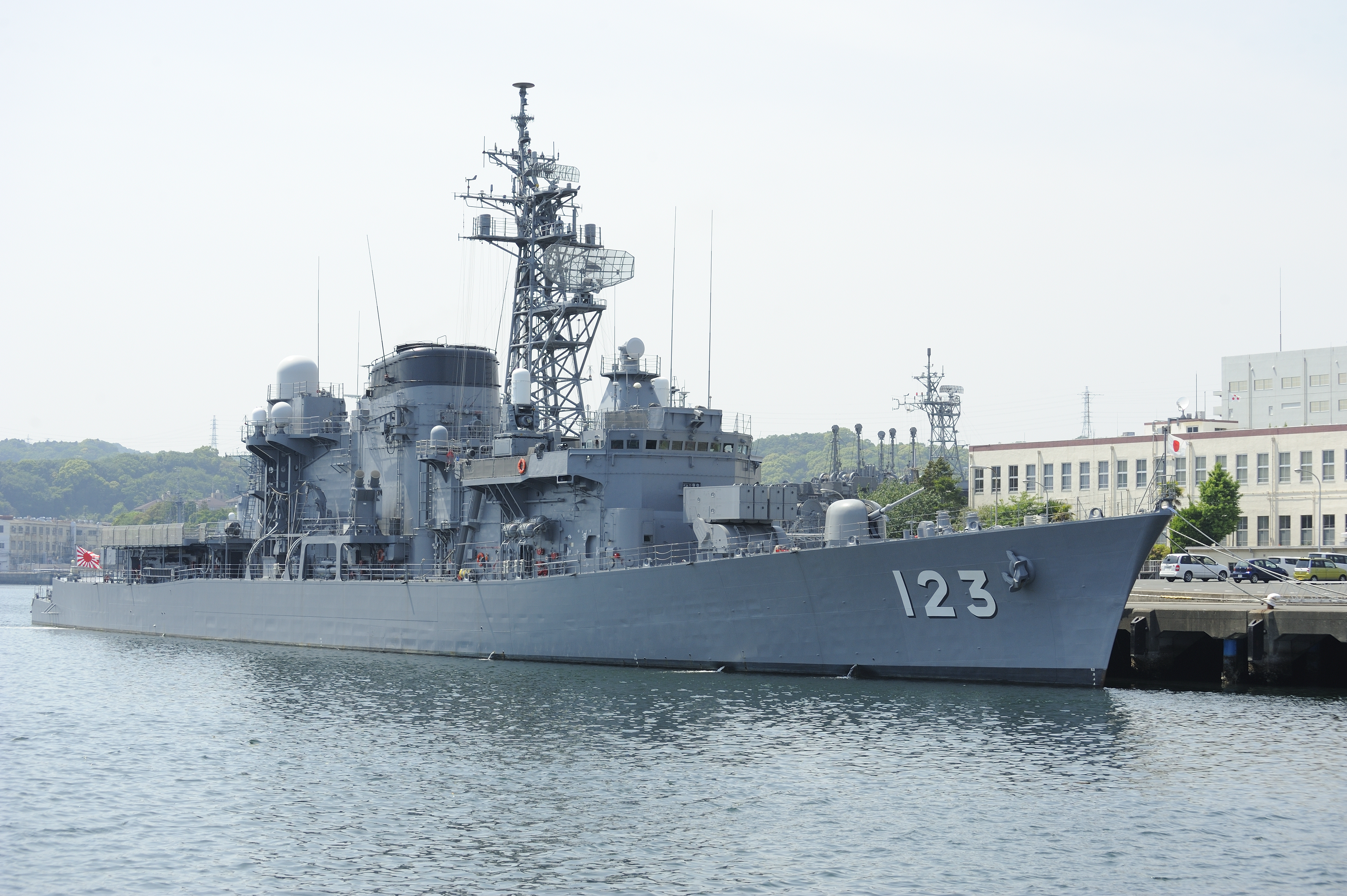
Il cacciatorpediniere Shirayuki (DD-123).

## Dotazione elettronica
Per assolvere alle tante esigenze, la dotazione elettronica è necessariamente adeguata. Il radar di scoperta aerea è un OPS-14B in banda L, prodotto da Mitsubishi Electric, con una portata di 200 km, mentre il radar di scoperta di superficie è un OPS-18 in banda C, fabbricato da Japan Radio Company (JRC).

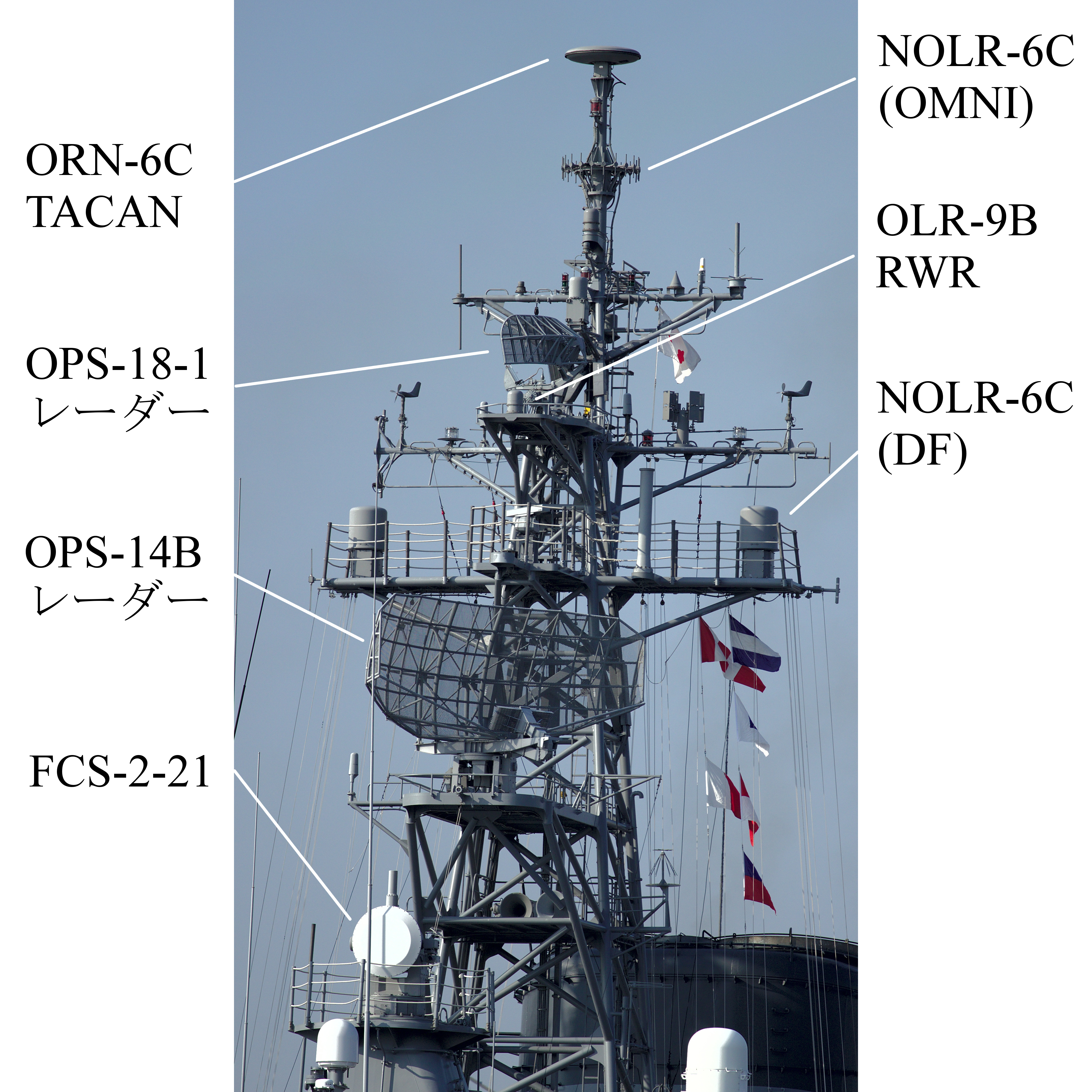
L'albero del cacciatorpediniere Isoyuki (DD-127) con le antenne, i radar e le altre dotazioni elettroniche.

I sonar comprendono invece un sonar attivo OQS-4, prodotto da NEC, e un sonar passivo trainato OQR-1 del tipo TAS (Towed Array Sonar).

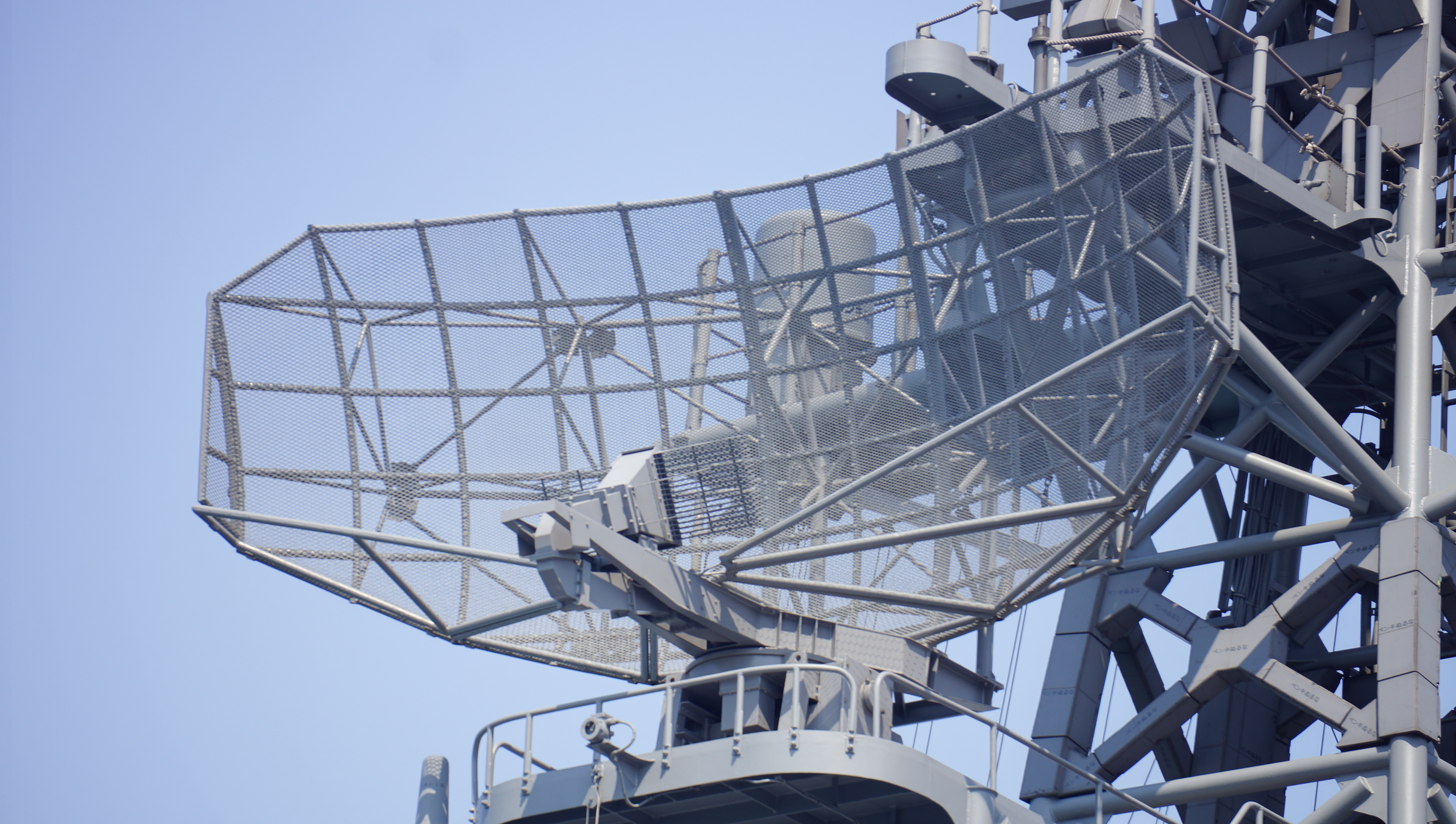
Il radar OPS-14B installato sul Setoyuki (DD-131).

Per la guerra elettronica sono impiegati il dispositivo di rilevamento delle onde radio NOLR-6C e il dispositivo di disturbo OLT-3, inoltre è installato un sistema di allarme missilistico OLR-9B. Il lanciatore di esche è un Mk. 137 SRBOC che può sparare chaff e flare.

## Armamento
Rispondendo alle specifiche per un cacciatorpediniere multiruolo, gli Hatsuyuki sono stati dotati di un armamento completo e vario.
L'artiglieria principale è un cannone a tiro rapido Oto Melara da 76/62 mm Compatto, con capacità antiaeree e antinave, ma utilizzabile grazie al suo calibro anche per il bombardamento costiero.
Per la difesa antiaerea è disponibile un lanciatore ottuplo per missili RIM-7 Sea Sparrow posizionato a poppa, mentre per la difesa di punto possono essere impiegati due cannoni Phalanx Vulcan CIWS da 20 mm.

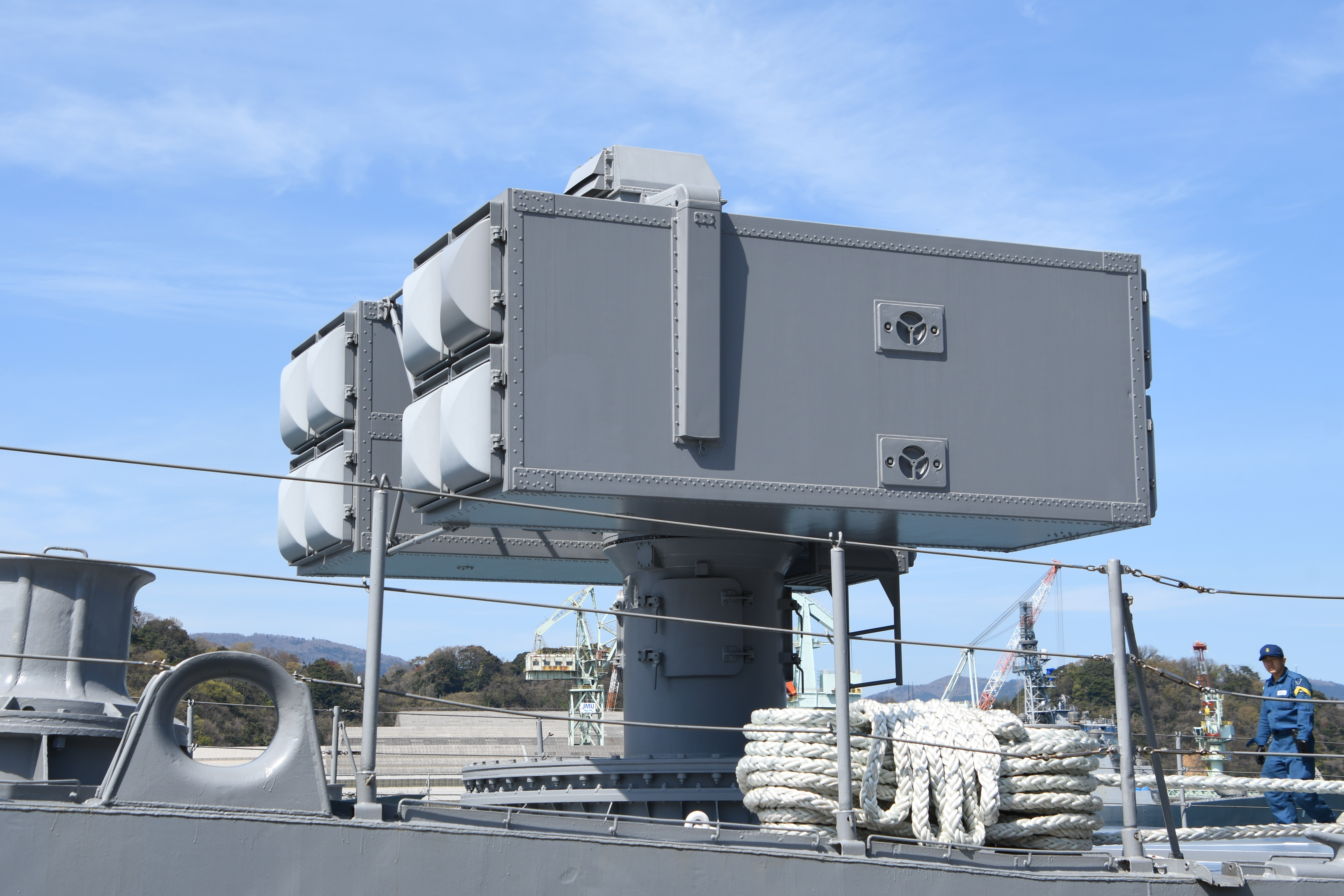
Il lanciatore ottuplo dei missili Sea Sparrow a poppa del Matsuyuki (DD-130).

Contro le minacce in superficie possono essere usati otto missili antinave RGM-84 Harpoon, mentre per la guerra sottomarina  può entrare in azione il lanciatore ottuplo RUR-5 ASROC, oppure i due lanciasiluri tripli Type 68 da 324 mm.